# Patrick (bedrijf)
Patrick is een Belgisch bedrijf uit Oudenaarde dat sportschoenen, sportkleding en teamwear produceert.

## Geschiedenis
1892 - 1894: Start en officiële registratie van de schoenenfabriek van Eugene Beneteau
Eugene Beneteau was een 19de-eeuwse schoenmaker die opgroeide in het Franse stadje Pouzauges. In 1892 startte hij zijn eigen schoen- en lederfabriek, de voorloper van wat later Patrick zou worden. In 1894 maakte hij de registratie van zijn fabriek officieel.
1929: Patrice Beneteau treedt in de voetsporen van zijn vader Eugene
In de jaren 1920 neemt Eugenes zoon Patrice de fabriek over, waarna hij schoenen begint te maken voor de plaatselijke voetbalploeg. Het nieuws verspreidde zich als een lopend vuurtje en al snel klopten ook andere teams bij hem aan. Niet veel later begon Patrice ook schoenen en kleding voor basketbal, hardlopen, cricket, atletiek, wielrennen en vrije tijd te produceren. In 1929 was hij een van de eersten die bekende sporters begon te sponsoren - een strategie die de basis zou worden voor de uitzonderlijke groei van het merk. Patrice verandert de naam van de fabriek in "Manufacture de chaussures sports Patrice Beneteau".
1932: Het ontstaan van de twee strepen
In de jaren 1930 introduceert Patrick zijn beroemde twee en drie strepen op de schoenen. Oorspronkelijk gebeurde dit uit technische overwegingen, om de schoenen vooraan en achteraan te verstevigen. Patrick was één van de pioniers om deze wereldwijd gekopieerde techniek toe te passen. Later werden de strepen vooral een kwestie van design, maar de twee strepen bleven bestaan als deel van Patricks merkidentiteit.      
1945: "Patrice" wordt "Patrick"
In 1945 verandert Patrice de naam van zijn sportmerk in Patrick. De nieuwe naam was ontvankelijker voor alle talen en liet toe om het merk wereldwijd te promoten en distribueren.
1950: Uitvinding van de revolutionaire "plastfix" zool
Patricks exclusieve "plastfix" zool was een revolutie in die tijd. Lichtheid en weerstand maakten van deze zool een echte winnaar. Maar niet alleen de zool effende het pad voor het vestigen van nieuwe records in Patrick sportschoenen. Patricks "monobloc" bevestigingssysteem maakte het schoeisel volledig waterdicht en vormvast. Deze Patrick schoenen werden gemaakt door bekwame ambachtslui die tot de top behoorden.
1951: Roger Piantoni (voetbal)
In de jaren 1950 sponsorde Patrick Roger Piantoni, een voormalig Frans voetballer die speelde voor FC Nancy, Stade de Reims en OGC Nice. Met Stade de Reims werd hij kampioen van Frankrijk in 1958, 1960 en 1962. Piantoni werd ook twee keer topscorer in de "Ligue 1" (1951, 1961).
1960: Robert Poulain (rugby)
De nationale rugby vertegenwoordiger voor Patrick France was Robert Poulain. Jarenlang was hij de referentie voor kwaliteitsschoenen voor rugby. Hij was medeontwerper van de “Poulain” junior en senior collectie en bracht het spel op een hoger niveau door onderzoek en progressieve aanpassingen aan deze schoenen.
1961: Raymond Poulidor en Jacques Anquetil (wielrennen)
Tijdens de jaren zestig had Patrick twee wielrenners in zijn team: Jacques Anquetil en Raymond Poulidor. Anquetil was ook gekend als "Monsieur Chrono", een bijnaam die hij kreeg door heel wat tijdritten te winnen. Zijn naam werd nog legendarischer nadat hij 5 keer de Tour de France won. Poulidor was dan weer een populaire sportman bij het Franse volk dat hem "Pou Pou" noemde. Als eeuwige tweede slaagde hij er meestal net niet in om de hoofdprijs weg te kapen. In 1961 werd hij Frans kampioen wielrennen.
1976: Flemming Delfs (badminton)
Flemming Delfs is vooral bekend geworden door het winnen van het enkelspel bij de heren op het eerste IBF Wereldkampioenschap dat in 1977 in Malmö (Zweden) werd gehouden. Delfs won drie opeenvolgende Europese titels in het heren enkelspel in 1976, 1978 en 1980. Hij speelde in alle vier de Deense Thomas Cup-teams (interlands voor mannen) tussen 1972 en 1982, waarvan er twee de kampioenschapsronde bereikten.
1978: Bernard Hinault (wielrennen)
In de voetsporen van Anquetil won Patrick's Bernard Hinault de Tour de France vijf keer in '78, '79, '81, '82 en '85. Dit resulteerde in zijn eigen handtekeningmodel.
1979: Kevin Keegan (voetbal)
Kevin "King" Keegan was één van de meest opmerkelijke spelers van het Patrick voetbalteam. Hij begon zijn carrière in 1968 en speelde in de Engelse Pro League. Als lid van het Engelse nationale elftal, wist hij 21 doelpunten te maken in 63 interlands. Pélé verkoos hem tot een van de 100 beste voetballers ter wereld.
1983: Michel Platini (voetbal)
Michel François Platini is een Frans voormalig voetballer, manager en bestuurder. Hij kreeg de bijnaam "Le Roi" (de koning) voor zijn talent en leiderschap en wordt beschouwd als een van de grootste voetballers aller tijden. Platini won driemaal de Ballon d'Or, in 1983, 1984 en 1985, en eindigde als zesde in de FIFA-verkiezing van Speler van de Eeuw. Als erkenning voor zijn prestaties werd hij in 1985 benoemd tot Chevalier van het Legioen van Eer en in 1988 tot Officier.
1984: Jahangir khan (squash)
In squash was er maar één echte kampioen in de jaren '80: Jahangir Khan. Hij won maar liefst acht keer het wereldkampioenschap.
1986: Brian en Michael Laudrup (voetbal)
Als aanvallende middenvelder won Michael Laudrup tijdens zijn voetballoopbaan titels bij Ajax, Barcelona, Real Madrid en Juventus. Als spelverdeler van wereldklasse maakte hij deel uit van het "dream team" van Johan Cruyff bij Barcelona. Daar won hij negen trofeeën, waaronder vier opeenvolgende La Liga-titels van 1991 tot 1994 en de Europa Cup in 1992. In 1994 stapte Laudrup over naar aartsrivaal Real Madrid, met wie hij zijn vijfde La Liga-titel op rij won.
1987: Jean-Pierre Papin (voetbal)
Jean-Pierre Papin behaalde zijn grootste successen toen hij tussen 1986 en 1992 voor Olympique Marseille speelde. Later speelde hij voor A.C. Milan, FC Bayern München, Bordeaux, Guingamp, JS Saint-Pierroise en US Cap-Ferret. Papin speelde ook 54 keer voor de Franse nationale ploeg. Na een korte periode als manager van Franse clubs, ging hij in 2009 op 45-jarige leeftijd spelen bij de lokale amateurclub AS Facture-Biganos Boïen.
2008: Patrick wordt deel van Cortina
In 2008 werd Patrick lid van het familiebedrijf Cortina, één van de snelst groeiende bedrijven in de schoenen- en kledingbusiness. Er wordt een erfgoedcollectie gelanceerd die verschillende modellen uit de rijke geschiedenis van Patrick in een beperkte oplage reproduceert.
2009: Patrick wordt de officiële partner van de scheidsrechtersverenigingen in België
Frank De Bleeckere, een bekende Belgische voetbalscheidsrechter, werkte in 2009 samen met Patrick om een schoen te promoten die speciaal voor scheidsrechters ontworpen werd. Sindsdien is Patrick de officiële leverancier van de scheidsrechtersverenigingen in België en vele andere competities.

## Producten
Patrick produceert sportschoenen, (gepersonaliseerde) kleding en teamwear voor clubs en particulieren.